# Domaradz (gmina)
Domaradz – gmina wiejska w województwie podkarpackim, w powiecie brzozowskim. W latach 1975–1998 gmina położona była w województwie krośnieńskim.
Siedziba gminy to Domaradz.
Według danych z 30 czerwca 2016 gminę zamieszkiwało 6066 osób.
Gmina Domaradz charakteryzuje się najwyższym w Polsce stopniem zasiedziałości, aż 90,9% jej mieszkańców mieszka na obszarze gminy od urodzenia (badania z lat 1960-2002).

## Historia
Do 1939 wójtem gminy był dr Kazimierz Batycki.
Na początku 1939 tytułami honorowego obywatelstwa gminy zostali wyróżnieni: Ignacy Mościcki, Edward Śmigły-Rydz, Felicjan Sławoj Składkowski, Eugeniusz Kwiatkowski.

## Struktura powierzchni
Według danych z roku 2002 gmina Domaradz ma obszar 56,72 km², w tym:
- użytki rolne: 71%
- użytki leśne: 20%

Gmina stanowi 10,5% powierzchni powiatu.

## Demografia

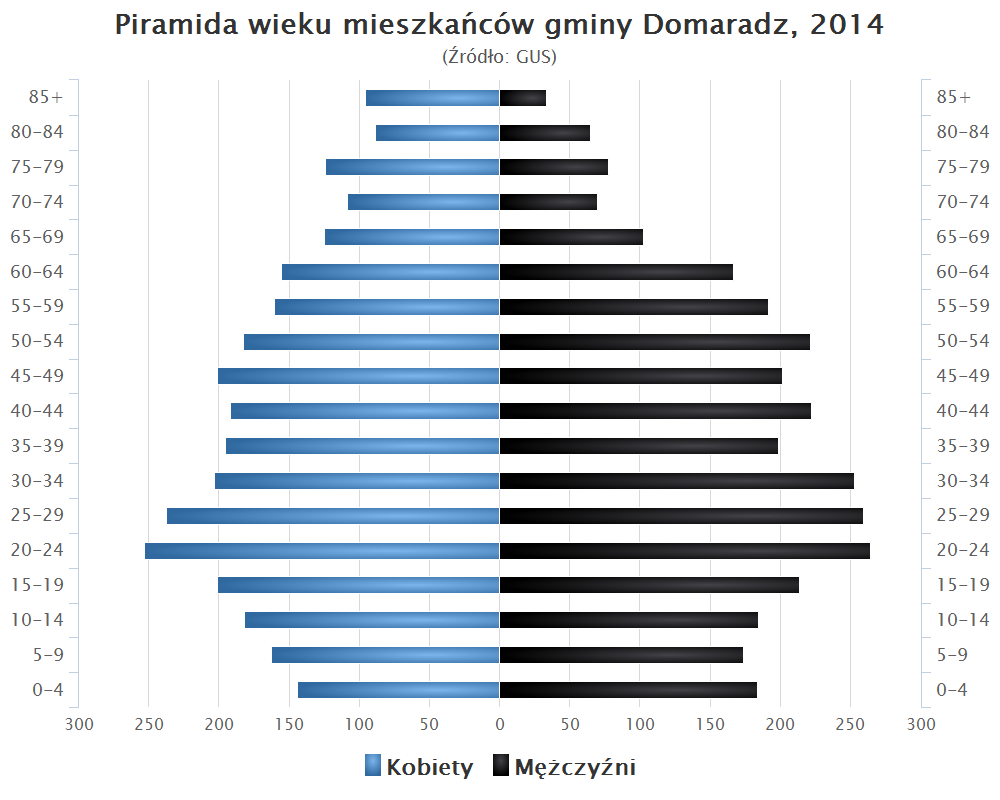
Piramida wieku mieszkańców gminy Domaradz w 2014 roku

Dane z 30 czerwca 2004:
| Opis                              | Ogółem | Ogółem | Kobiety | Kobiety | Mężczyźni | Mężczyźni |
| --------------------------------- | ------ | ------ | ------- | ------- | --------- | --------- |
| jednostka                         | osób   | %      | osób    | %       | osób      | %         |
| populacja                         | 6102   | 100    | 3025    | 49,6    | 3077      | 50,4      |
| gęstość zaludnienia (mieszk./km²) | 107,6  | 107,6  | 53,3    | 53,3    | 54,2      | 54,2      |

## Sołectwa
Domaradz, Barycz, Golcowa

## Sąsiednie gminy
Błażowa, Brzozów, Jasienica Rosielna, Niebylec, Nozdrzec